# Aloys af Liechtenstein (1869–1955)
Alois Maria Adolf, også Aloys Gonzaga Maria Adolf, (født 17. juni 1869 på Schloss Hollenegg ved Deutschlandsberg, Steiermark, Østrig – død 16. marts 1955 i Vaduz, Liechtenstein) var en prins af og til Liechtenstein. 
Han var far til fyrst Franz Josef 2. af Liechtenstein (1906–1989) og farfar til fyrst Hans Adam 2. af Liechtenstein (født 1945).
Aloys var dattersøn af fyrst Alois 2. af Liechtenstein, og han var oldesøn (sønnesøns søn) af Johan 1. Josef af Liechtenstein. 

## Familie
Aloys var gift med en datter af Karl Ludvig af Østrig, der var en nær efterkommer efter og forfader til Østrig–ungarske kejsere.
Aloys og hans gemalinde fik otte børn, herunder fyrst Franz Josef 2. af Liechtenstein (1906–1989). 